# Roseto degli Abruzzi
Roseto degli Abruzzi é uma comuna italiana da região dos Abruzos, província de Teramo, com cerca de 21.692 habitantes. Estende-se por uma área de 52 km², tendo uma densidade populacional de 417 hab/km². Faz fronteira com Atri, Giulianova, Morro d'Oro, Mosciano Sant'Angelo, Notaresco, Pineto.

## Demografia
| Variação demográfica do município entre 1861 e 2011                               |
|                                                                                   |
| Fonte: Istituto Nazionale di Statistica (ISTAT) - Elaboração gráfica da Wikipedia |